# Matt Busby

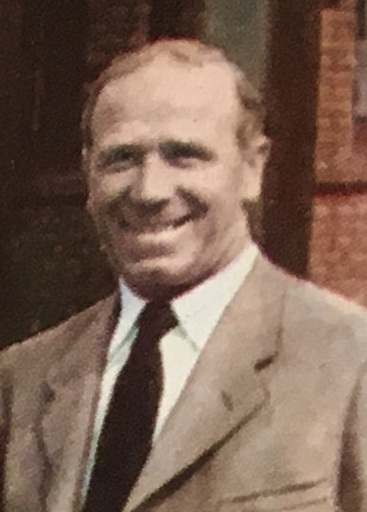
Matt Busby (1957)

Sir Matthew William ("Matt") Busby (Orbiston, 26 mei 1909 – Manchester, 20 januari 1994) was een Schots voetballer en trainer, die vooral bekendheid kreeg als coach van Manchester United.
Hij werd geboren in een dorpje in de mijnstreek North Lanarkshire. Zijn vader en al zijn ooms sneuvelden tijdens de Eerste Wereldoorlog. Hij voetbalde voor Manchester City van 1929 tot 1936. In 1934 won Busby de FA Cup. Van 1936 tot 1940 speelde hij voor Liverpool FC. Hij kwam eenmaal uit voor de Schotse nationale ploeg. Zoals voor velen van zijn generatie kwam er een voortijdig einde aan zijn sportcarrière door het uitbreken van de Tweede Wereldoorlog. Tijdens de oorlog leidde hij een regiment in het Britse leger.
In 1945 werd Matt Busby eerst benaderd door Liverpool voor een positie als trainer, maar hij koos voor Manchester United. Zijn ploeg won in 1948 de FA Cup en werd voor het eerst landskampioen in 1952. Hij verzamelde een groep jonge, talentvolle spelers om zich heen, zoals Duncan Edwards en Bobby Charlton, die de bijnaam Busby Babes kregen. United werd opnieuw kampioen van Engeland in 1956 en 1957.
Begin 1958 kwam een groot deel van het team om het leven bij een vliegramp op het vliegveld van München. Busby werd uit het brandende vliegtuig gered door doelman Harry Gregg. Hij was zo zwaargewond dat voor zijn leven gevreesd werd. Twee keer werden hem de laatste sacramenten toegediend, maar na een lang ziekenhuisverblijf kon hij uiteindelijk zijn werk hervatten. Hij had die zomer bondscoach van Schotland kunnen zijn tijdens het WK in Zweden, maar zijn gezondheid liet dat nog niet toe. In het najaar was hij toch twee wedstrijden bondscoach. Tijdens een van die twee liet hij Denis Law internationaal debuteren.
In de jaren '60 bouwde Busby het team van Manchester United opnieuw op, met spelers als Charlton, Law en George Best. Het grootste succes kwam in 1968, toen de Europa Cup I werd gewonnen na een overwinning op Benfica. Datzelfde jaar werd hij in de adelstand verheven.
Matt Busby ging met pensioen in 1969, maar bleef nog wel bij United betrokken als bestuurslid, tot 1982. Hij overleed in 1994 op 84-jarige leeftijd. Bij zijn begrafenis waren duizenden mensen op de been.

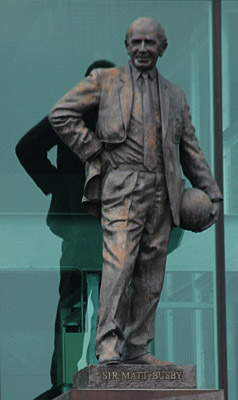
Standbeeld van Matt Busby op Old Trafford van Philip Jackson

## In populaire cultuur
- The Beatles noemen Matt Busby in de tekst van "Dig It".
- In 2011 verscheen de TV-film "United" over de Busby Babes en de vliegramp van München. De rol van Busby werd vertolkt door Dougray Scott.
- Twee jaar later werd de film "Believe" gemaakt, waarin de oudere Busby gespeeld werd door Brian Cox en de jongere door Charlie Cook.

## Trivia
- Tijdens een volkstelling werd hem zijn beroep gevraagd; hij antwoordde "footballer" maar de ambtenaar had kennelijk moeite met zijn Schots accent, zodat hij als "fruit boiler" de boeken in ging.[2]